# Daniel McFadden
Daniel L. McFadden (ur. 29 lipca 1937 w Raleigh, Karolina Północna) – amerykański ekonomista, laureat Nagrody Banku Szwecji im. Alfreda Nobla w dziedzinie ekonomii w 2000 roku.

## Życiorys
W latach 1968–1979 i od 1990 profesor ekonomii na Uniwersytecie Kalifornijskim w Berkeley, od 1991 dyrektor Econometrics Laboratory przy tej uczelni; w latach 1978–1991 wykładał w Massachusetts Institute of Technology i kierował tam Statistics Center.
W pracy naukowej zajmuje się ekonometrią i teorią ekonomii. Nagrodę Banku Szwecji im. Alfreda Nobla otrzymał w 2000 roku – wspólnie z Jamesem Heckmanem – za opracowanie „teorii i metod szeroko stosowanych w analizie statystycznej i zachowań poszczególnych osób i gospodarstw domowych”.
W 1975 otrzymał John Bates Clark Medal, a w 2000 – Nagrodę Nemmersa.